# Betty Mars
Pour les articles homonymes, voir Mars et Baheux.
Betty Mars, de son vrai nom Yvette Baheux, est une chanteuse et une actrice française née le 30 juillet 1944 dans le 18e arrondissement de Paris et morte le 20 février 1989 à Suresnes, (France).

## Biographie

### Famille et jeunesse
Dernière d'une famille de dix enfants, Betty Mars prend dès son enfance des cours de danse classique, de claquettes et se forme aux métiers du cirque notamment l'acrobatie. À seize ans, elle est embauchée comme meneuse de revue à Paris, puis à Las Vegas et au Brésil. Elle se produira de nombreuses années au cabaret L'Alcazar.
Pascal Jardin trace son portrait dans son livre Guerre après guerre. Selon la biographe Fanny Chèze, l'écrivain et la chanteuse auraient eu une relation.

### Carrière
Betty Mars enregistre un premier 45 tours chez Pathé fin 1971, Monsieur l'étranger, écrit par Frédéric Botton, qui reçoit le Prix Charles Cros. La chanson est un succès artistique et commercial.
Elle est ensuite choisie par un comité interne de l'ORTF pour représenter la France au Concours Eurovision de la Chanson 1972 devant Martine Clémenceau, Noëlle Cordier, Pascal Auriat, Anne-Marie David entre autres. Le concours se déroule cette année-là à Édimbourg au Royaume-Uni. La chanson Comé-comédie, écrite et composée par Frédéric Botton, se classe 11e sur 18, avec 81 points. Ce deuxième 45 tours est également un bon succès commercial chez Pathé. D'autres 45 tours suivront avec un succès plus mitigé.
Durant sa carrière, elle chante en duo avec Mike Brant et Alain Barrière.
Au cinéma, elle joue le rôle d'Esmeralda dans le film de Michel Audiard : Bons baisers... à lundi en 1974, et fait également partie de la distribution du film de Claude Lelouch Si c'était à refaire en 1976. Elle interprète en 1975 le rôle titre du film de Guy Casaril, Émilienne
Elle prête également sa voix au personnage d'Édith Piaf joué par Brigitte Ariel dans le film Piaf de Guy Casaril.
Au cours des années 1980, elle est moins présente et se produit essentiellement dans des cabarets.
Les dernières années de sa vie, elle est régulièrement l'invitée de son ami Pascal Sevran dans l'émission La Chance aux chansons. Son dernier 45 T intitulé C'est à quarante ans date de 1987.
Peu avant sa mort, elle prépare un album de chansons sur le thème de la Révolution française.

### Fin de vie
De plus en plus malheureuse dans sa vie privée et peu à peu oubliée du métier, Betty Mars choisit de mettre fin à ses jours. Le 31 janvier 1989, sans un mot, elle se jette par la fenêtre de son domicile, à La Défense. Après trois semaines de coma, elle meurt le 20 février à l’hôpital Foch de Suresnes. Elle est inhumée au Cimetière nouveau de Puteaux (Hauts-de-Seine) en Île-de-France. Séparée de son compagnon, elle est la maman de Marie-Laure qui a alors 18 ans.

## Discographie
Simples EP Pathé Marconi :
- Ça c'était un homme et Monsieur l'Étranger (de Frédéric Botton)
- Casino  et L'accordéon c'est comme la mer
- Comé-comédie (1972) (Frédéric Botton) et Mon café russe
- La chanteuse du dancing et Un matin comme les autres
- Pardonne-moi Jésus et Demain chantera
- Gentleman et Écrivez-moi Monsieur
- Bye bye blue angel et Le voyageur (Frédéric Botton)
- Si tu connaissais Paris et Laissez-moi mon Paris tel qu'il est
- C'est à 40 ans et Auprès de toi

Deux 33 tours avec notamment J'ai le mal de toi, Soir de première, Jéhova, L'enfant qui voulait voir la mer…
En 2009 est parue chez Edina Music, grâce au producteur Yvon Chateigner, l'intégrale de Betty Mars 1971-1975, contenant de nombreux inédits, sous forme d'un double CD digipack agrémenté d'un joli livret. Parmi ces inédits : On a tous dans le cœur une étoile, On va toujours chercher plus loin, Les Bravos, Le meilleur de ma vie, Comé-comédie (en allemand) + la BO du film Piaf (1974).
En 2011, chez Marianne Mélodie est sorti un double CD avec 4 autres inédits (dont Tiens, v'la un marin des Trois Ménestrels).